# Аркит
Аркит (рос. Аркыт) — село Кош-Агацького району Республіка Алтай Росії. Входить до складу Джазаторського сільського поселення.
Населення — 63 особи (2015 рік).